# Die schöne Müllerin
Die schöne Müllerin (op. 25, D 795) ist ein Liederzyklus für Singstimme und Klavier von Franz Schubert, der 1823 komponiert wurde.
Textbasis des Zyklus ist die Gedichtsammlung Die schöne Müllerin von Wilhelm Müller, die in den 1821 erschienenen Sieben und siebzig nachgelassenen Gedichten aus den Papieren eines reisenden Waldhornisten enthalten ist. Schubert hat von den 25 Gedichten 20 vertont, wodurch die vom Dichter intendierte Ironie im romantischen Sinne und der pessimistische Schluss aufgehoben wurden. Der Inhalt bezieht sich – biographischen Quellen und Briefen zufolge – auf Müllers unerfüllte Liebe zu Luise Hensel.

## Inhalt
Der Inhalt ist typisch romantisch: Ein junger Müllergeselle befindet sich auf Wanderschaft. Er folgt dem Lauf eines Baches, der ihn schließlich zu einer Mühle führt. Dort verliebt er sich in die Tochter seines neuen Meisters. Doch die angestrebte Liebesbeziehung zur schönen und für ihn unerreichbaren Müllerin scheitert. Zwar scheint sie ihm vielleicht zunächst nicht abgeneigt. Doch dann wendet sie sich einem Jäger zu, denn dieser hat den angeseheneren Beruf und verkörpert Kraft und Männlichkeit. Aus Verzweiflung darüber ertränkt sich der unglückliche Müller in dem Bach, der im Liederzyklus selbst den Rang einer teilnehmenden Figur einnimmt: Er wird häufig vom Müller direkt angesprochen; im vorletzten Lied (Der Müller und der Bach) singen beide im Wechsel, im letzten Lied schließlich (Des Baches Wiegenlied) singt der Bach ein wehmütiges Schlaf- und Todeslied für den Müller, der in ihm ruht wie im Totenbett. Der Bach wird als Freund des Müllers angesehen, aber er kann auch als Feind gedeutet werden, denn er führt den Müller in den Tod.

## Interpretation
Die ersten Lieder des Zyklus sind freudig und vorwärts drängend komponiert, was sich auch in der schnellen – meist in Sechzehntelnoten gehaltenen – Klavierbegleitung niederschlägt. Der zweite Teil des Liederzyklus schlägt in Resignation, Wehmut und ohnmächtigen Zorn um und ähnelt in seiner Todessehnsucht dem zweiten großen vokalen Werk Schuberts: Die Winterreise. Die Hälfte der Titel des zweiten Teils sind deshalb bezeichnenderweise in Moll gehalten. Die Grenzen zwischen unbändigem Lebenswillen, Angst und Verzagtheit, Wehmut bis hin zur Depression sind in beiden Werken weit ausgelotet. In der Komposition spiegelt sich neben Schuberts eigener unglücklicher Liebe auch seine von schwerer Krankheit (Syphilis) geprägte Lebensstimmung.

## Aufführungsgeschichte
Frühester Beleg einer Aufführung mehrerer Lieder des Zyklus ist ein Programmzettel in der Universitätsbibliothek Breslau: Der Bariton Johann Theodor Mosewius führte am 16. Dezember 1825 den Inhalt des ersten Heftes (Nr. 1–4) im Rahmen einer musikalischen Abend-Unterhaltung in der Breslauer großen Provinzial-Ressource auf. Es ist anzunehmen, dass auch Carl von Schönstein sowie Johann Michael Vogl Teile der Müllerin noch zu Lebzeiten Schuberts in kleinerem oder größeren Rahmen dargeboten haben. Für 1856 ist die erste zyklische Aufführung
durch Julius Stockhausen in Wien belegt, der auch 1861 (in Hamburg mit Brahms am Klavier) sowie 1866 mit Anton Rubinstein in Russland damit auftrat. Dieser lange Zeitraum von über 30 Jahren war auch durch die im 19. Jahrhundert übliche Aufführungspraxis bedingt, die häufiger ein abwechslungsreiches Programm aus einzelnen Sätzen oder Liedern gegenüber der Aufführung ganzer Werke und Zyklen bevorzugte.
Die schöne Müllerin wurde von großen Tenören und Baritonen wie Aksel Schiøtz, Christoph Prégardien, Dietrich Fischer-Dieskau, Hermann Prey, Florian Prey, Peter Schreier, Peter Pears, Julius Patzak, Fritz Wunderlich, Ian Bostridge, Roman Trekel, Matthias Goerne, Robert Holl, Christian Gerhaher, Thomas Quasthoff, Jonas Kaufmann, aber auch von Altistinnen wie Brigitte Fassbaender und Christa Ludwig und dem Altisten Jochen Kowalski interpretiert und unzählige Male auf Schallplatte und CD eingespielt.
In der Literatur diente die schöne Müllerin immer wieder als motivische Vorlage, zum Beispiel im Roman Der Schmetterlingsfänger von Sabine M. Gruber, die den Liederzyklus inhaltlich und formal als Rahmenhandlung verwendet.
2001 inszenierte Christoph Marthaler Die schöne Müllerin im Schauspielhaus Zürich; die Inszenierung wurde zum Berliner Theatertreffen eingeladen und steht in der komisch-collagehaften ästhetischen Tradition der Liederabende Marthalers.
Ebenfalls 2001 gab der Bärenreiter-Verlag eine Chorfassung (SATB) des Werkes heraus, die von Carlo Marenco erarbeitet wurde.
2019 schrieb der deutsche Komponist und Arrangeur Andreas N. Tarkmann eine Bearbeitung für Tenor, Klarinette, Fagott, Horn und Streichquintett, die im gleichen Jahr von Klaus Florian Vogt (Tenor) und den Philharmonischen Solisten Hamburg in der Elbphilharmonie Hamburg uraufgeführt wurde.
Das Werk stellt neben der Winterreise den Höhepunkt der Gattungen Liederzyklus und Kunstlied des 19. Jahrhunderts dar.

## Zur musikalischen Analyse des Zyklus

### Charakteristik der Tonartenabfolge
Aus der späten Barockzeit leiten sich die Theorien her, die in einer Vielzahl von sich überschneidenden Traditionen einzelnen Tonarten den Ausdruck bestimmter Affekte, moralischer Qualitäten usw. zuschrieben. Die Vermutung liegt nahe, dass Schubert die 1806 erstmals in ihrer Gesamtheit veröffentlichten und damals weitverbreiteten Ideen zur Tonartencharakteristik von Christian Friedrich Daniel Schubart gekannt hat – C.F.D. Schubart gehörte der schwäbischen Liederschule an, deren anderer wichtiger Vertreter Johann Rudolf Zumsteeg die Kompositionsweisen der Berliner Liederschule nach Wien vermittelte. Dennoch bleiben Thesen zu einer Tonartendisposition der Schönen Müllerin mangels Sekundärquellen und eindeutig greifbarer Ergebnisse spekulativ. Die Tonarten der Stücke sind nicht nach dem Quintenzirkel organisiert; sie beziehen sich auch nicht – etwa wie die Einzelsätze einer Kantate – auf eine einheitliche Grundtonart (Ausgangs- und Endtonart sind nicht identisch und sogar im kritischen Intervall des Tritonus b - e voneinander entfernt). Viele tonartliche Wechsel innerhalb des Zyklus (etwa a-Moll / H-Dur im Wechsel von Nr. 5 auf Nr. 6 oder D-Dur / B-Dur im Wechsel von Nr. 11 auf Nr. 12 oder vice versa von Nr. 1 auf Nr. 2) sind im Quintenzirkel relativ weite Schritte.

### Satztypen
Schubert bezieht sich in der Schönen Müllerin in hohem Maße auf formale und satztechnische Typen, wie sie durch die Erste und Zweite Berliner Liederschule entwickelt und vor allem durch Johann Rudolf Zumsteeg nach Wien vermittelt worden waren. Die häufigsten Satztypen sind:
- Die Singstimme ist im Prinzip identisch mit der Oberstimme des Klaviersatzes (vor allem Nr. 10, 13, 14; vgl. unten das Notenbeispiel von Nr. 13). Dieser Satztypus geht auf die Erste Berliner Liederschule zurück, deren bekanntester Komponist Carl Philipp Emanuel Bach neben einer Reihe weiterer Liedveröffentlichungen 1758 seinen Zyklus Herrn Professor Gellerts Geistliche Oden und Lieder mit Melodien von Carl Philipp Emanuel Bach (Wq 194) herausgebracht hatte (fünf Auflagen bis 1784).[12] Die Kompositionen dieser Sammlung sind – wie die Kompositionen der Ersten Berliner Liederschule allgemein – in eine aus nur zwei Systemen bestehende Klavierpartitur notiert; der Sänger sang die Klavieroberstimme unter Weglassung zu schwieriger Ornamente mit.[13] Diesem Typus steht Schuberts Nr. 10 (Tränenregen) am nächsten: Die Singstimme verdoppelt hier mit Ausnahme weniger Noten (meist textbedingter Tonwiederholungen) die Oberstimme des Klaviersatzes, der in sich jedoch, wie dies Bach entwickelt hatte, polyphon aufgelöst ist (folgerichtig sind ausgesprochene Begleitfiguren – etwa Albertibässe – selten). Auch die vorherrschende Dreistimmigkeit des Klavierparts hat ihr Vorbild in Bachs Gellert-Liedern. – Die Klaviervorspiele dieser Lieder bestehen in zwei Fällen (Nr. 10 und Nr. 14) aus einer Variante des Singstimmeneinsatzes; Nr. 13 setzt mit einem kontrastierenden Motiv ein. (In der Ersten Berliner Liederschule waren Klaviervorspiele dagegen selten; in Bachs Sammlung von 1758 hat von insgesamt 54[14] Nummern nur die Nr. 48 ein selbständiges Vorspiel.)
- Bei weitem überwiegt jedoch der von der Zweiten Berliner Liederschule, vor allem Johann Friedrich Reichardt entwickelte Satz mit selbständiger Singstimme, die im Klavier von gebrochenen Akkorden der rechten und einer Basslinie der linken Hand begleitet wird (vollständig Nr. 1, 2, 11; viele weitere Nummern streckenweise). Hier besteht das Klaviervorspiel regelmäßig aus einer Vorausnahme der Klavierfiguration. Schubert hat diesen Satz in mehreren Richtungen weiterentwickelt:
  - Die Akkordfiguration der rechten Hand wird tonmalerisch semantisiert (Nr. 2: das Wasser des fließenden Bachs). Diese Technik hatte Schubert erstmals in Gretchen am Spinnrade (D 118, 1814) angewendet, wo die Figuration des Klaviers in mehreren Schichten die verschiedenen Bewegungen des Spinnrades zeichnet.
  - An die Stelle der motivisch unbestimmten Basslinie tritt ein charakteristisches, solistisches Motiv der linken Hand, das als Kontrast zur Singstimme fungiert (Nr. 3: das Unisono-Motiv des Anfangs wandert in den Bass; Nr. 7: das Bass-Motiv des Vorspiels wird im Refrain aufgegriffen).
  - Die Figuration der rechten Hand wird melodisch überformt (Nr. 12 – das die Satztypen jedoch mischt –; in Nr. 15 entstehen die Akkordbrechungen aus Tonleiterausschnitten in Sechzehntelnoten, nachdem sie im Vorspiel bereits vorgestellt worden waren).

Unter den ersten Liedern des Zyklus überwiegen die konsequent durchgehaltenen Satztypen, während mit zunehmender Krisenhaftigkeit der Situation des Müllergesellen innerhalb einzelner Lieder kontrastierende Satztypen kombiniert werden (vor allem Nr. 15, 17). Die letzten drei Stücke, die auf den Suizid hinzielen, kehren zu stärkerer Einheitlichkeit zurück.

## Einzellieder
| Titel                          | Liedbeginn                                               | Tempobezeichnung   | Tonart         |
| ------------------------------ | -------------------------------------------------------- | ------------------ | -------------- |
| 1. Das Wandern                 | „Das Wandern ist des Müllers Lust…“                      | Mäßig geschwind    | B-Dur          |
| 2. Wohin?                      | „Ich hört’ ein Bächlein rauschen…“                       | Mäßig              | G-Dur          |
| 3. Halt!                       | „Eine Mühle seh’ ich blinken…“                           | Nicht zu geschwind | C-Dur          |
| 4. Danksagung an den Bach      | „War es also gemeint, mein rauschender Freund…“          | Etwas langsam      | G-Dur          |
| 5. Am Feierabend               | „Hätt’ ich tausend Arme zu rühren…“                      | Ziemlich geschwind | a-Moll         |
| 6. Der Neugierige              | „Ich frage keine Blume…“                                 | Langsam            | H-Dur          |
| 7. Ungeduld                    | „Ich schnitt’ es gern in alle Rinden ein…“               | Etwas geschwind    | A-Dur          |
| 8. Morgengruß                  | „Guten Morgen, schöne Müllerin!“                         | Mäßig              | C-Dur          |
| 9. Des Müllers Blumen          | „Am Bach viel kleine Blumen steh’n…“                     | Mäßig              | A-Dur          |
| 10. Tränenregen                | „Wir saßen so traulich beisammen…“                       | Ziemlich langsam   | A-Dur          |
| 11. Mein!                      | „Bächlein, lass dein Rauschen sein…“                     | Mäßig geschwind    | D-Dur          |
| 12. Pause                      | „Meine Laute hab’ ich gehängt an die Wand…“              | Ziemlich geschwind | B-Dur          |
| 13. Mit dem grünen Lautenbande | „Schad' um das schöne grüne Band…“                       | Mäßig              | B-Dur          |
| 14. Der Jäger                  | „Was sucht denn der Jäger am Mühlbach hier?“             | Geschwind          | c-Moll         |
| 15. Eifersucht und Stolz       | „Wohin so schnell, so kraus und wild, mein lieber Bach?“ | Geschwind          | g-Moll         |
| 16. Die liebe Farbe            | „In Grün will ich mich kleiden…“                         | Etwas langsam      | h-Moll         |
| 17. Die böse Farbe             | „Ich möchte zieh’n in die Welt hinaus…“                  | Ziemlich geschwind | H-Dur / h-Moll |
| 18. Trockne Blumen             | „Ihr Blümlein alle, die sie mir gab…“                    | Ziemlich langsam   | e-Moll         |
| 19. Der Müller und der Bach    | „Wo ein treues Herze in Liebe vergeht…“                  | Mäßig              | g-Moll         |
| 20. Des Baches Wiegenlied      | „Gute Ruh', gute Ruh', tu' die Augen zu…“                | Mäßig              | E-Dur          |

### Nr. 13Mit dem grünen Lautenbande
Das Stück ist das letzte, in dem der Müllergeselle in seiner Liebe zur Müllerin glücklich zu sein glaubt. Er schenkt ihr das grüne Band, das er um seine Laute geschlungen hat, weil sie das Grün liebt. Erst später (Nr. 16 und 17) begreift er, dass sie diese Farbe um ihres neuen Geliebten, eines Jägers, willen liebt.
Die Komposition zeigt einen Übergang von der polyphonen Satzweise Carl Philipp Emanuel Bachs zu einem moderneren Satztypus (vgl. oben unter Satztypen): Zwar sind Singstimme und Oberstimme des Klaviersatzes noch über weite Strecken identisch, das Klavier lässt aber in auffällig gesetzten Pausen die Singstimme allein singen (vgl. im Notenbeispiel unten Takt 4, 6, 12). Gleichzeitig ist die polyphone Setzweise zugunsten eines mehr oberstimmenbetonten Satzes zurückgenommen.
Arnold Schönberg verweist in seiner Harmonielehre von 1911 auf dieses Lied als Beispiel für die kompositorisch gerechtfertigte Verletzung von akademischen Regeln. Schönberg schrieb im Zusammenhang mit Tonwiederholungen in (traditionellen, also tonalen) Tonsatzübungen:

„Die schlechteste Form der Wiederholung wird die sein, die den höchsten oder den tiefsten Ton einer Linie zweimal setzt. […] Insbesondere der Höhepunkt wird wohl kaum wiederholt sein. […] Wenn etwa in einem Schubert-Lied nachgewiesen werden sollte, daß der höchste Ton in einer Melodie öfters vorkommt (beispielsweise: „Mit dem grünen Lautenbande“), so ist das natürlicherweise ein anderer Fall, denn andere Mittel besorgen hier die nötige Abwechslung.“

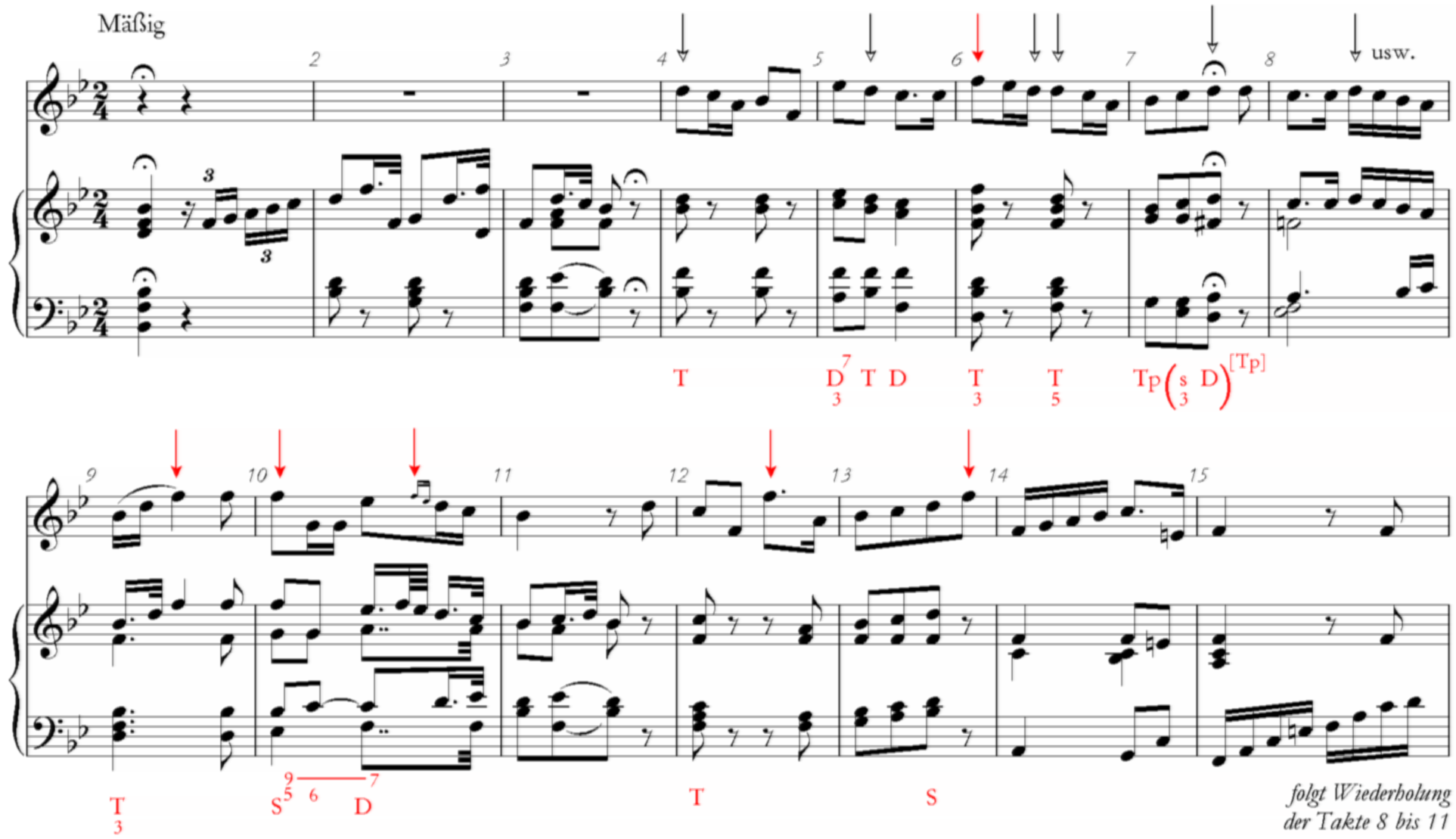
Schubert, „Mit dem grünen Lautenbande“ Takt 1–15

Die von Schönberg erwähnten „anderen Mittel“ sind insbesondere harmonisch-funktionale und metrische. Der Hochton f2 (roter Pfeil) tritt in der Singstimme erstmals in Takt 6 als Ziel der Linie d2 (Takt 4) – es2 (Takt 5) – f2 auf, hier über einem Sextakkord der Tonika B-dur. Wenn er in Takt 9 aufgegriffen wird, steht er wieder über dem Sextakkord der Tonika, aber jetzt auf leichter Taktzeit (ein guter Liedsänger wird ihn also anders singen, nämlich mit einem höheren Anteil an Kopfregister) und nicht als Ziel einer konsequenten Aufwärtsbewegung. Erst im folgenden Takt erscheint er auf schwerer Taktzeit, jetzt aber als starke Dissonanz (None über der Subdominante Es-dur, aufgelöst im folgenden es2). Gegenüber dieser emphatischen Inszenierung des Hochtons (das erste Mal als Ziel einer auffälligen Aufwärtsbewegung, das zweite Mal als auffällige Dissonanz über der erstmals eintretenden Subdominante) setzen ihn die Takte 12 bis 15 mit gezielter Beiläufigkeit. Die Passage zielt nun nach unten, in den Bereich des f1; sie rückt den vom Schlusston (Takt 15) weit entfernten Hochton zunächst auf das zweite Taktviertel (Takt 12), dann auf das vierte Taktachtel (Takt 13), beide Male als Konsonanzen (Oktave bzw. Quint) von unsignifikanten Klängen (neue Tonika F-dur, neue Subdominante B-dur, beides als Grundakkorde).
Im Gegensatz zu dieser herausgehobenen Rolle des Hochtons sind Wiederholungen von Tönen im Inneren des Tonraums von untergeordneter Bedeutung. Etwa tritt das d2 (schwarze Pfeile im Notenbeispiel) im Verlauf der Melodie beständig in den verschiedensten Zusammenhängen auf, ohne dass ein Bezug zwischen den Wiederholungen hergestellt werden könnte: offensichtlich hat Schubert hier keine dem Hochton vergleichbare Dramaturgie beabsichtigt.
Schönberg wies seinem Hinweis, 1911 in der Harmonielehre noch beiläufig gesetzt, in seiner späteren Argumentation um die Zwölftontechnik eine zentrale Rolle zu. Allerdings zitierte er seine eigene These falsch – vgl. die Darstellung des Abschnitts „Die Zwölftonreihe als Tonalitätsvermeidung“ im Artikel Zwölftontechnik.

### Nr. 18Trockne Blumen
Das Gedicht leitet die Schlussphase des Zyklus ein, die zum Freitod hinführt: Der Müllergeselle hat den Kampf gegen den Konkurrenten verloren. Die Blumen, die die Müllerin ihm einst gab, sind vertrocknet; sie werden durch Tränen nicht mehr frisch.
1824 benutzte Schubert das Lied in leicht veränderter Form als Thema seiner Variations pour le Pianoforte et Flûte op. 160 (D 802; sie wurden allerdings erst 1850 publiziert). Dieses der Virtuosenliteratur verpflichtete Stück gehört heute zum „Standardrepertoire“ der Flöte, wird in der Schubert-Literatur jedoch überwiegend negativ beurteilt: „Die Variationen erregen kein sonderliches Interesse“ ist die einzige Äußerung über das Stück, die sich etwa in der Schubert-Biographie von Maurice J. E. Brown findet.

### Nr. 20Des Baches Wiegenlied
Dieses Stück ist das einzige, das nicht die Perspektive des Müllergesellen einnimmt: Der Bach, der ihm während seiner Wanderschaft und Liebesbeziehung ein treuer Freund war, singt nun ein Abschiedslied auf den toten Müllergesellen.
Das Stück zeigt ein für Schuberts Klaviersatz charakteristisches Phänomen: Eine melodische Bewegung im Inneren des Satzes wird durch einen darübergelegten wiederholten Ton „gedeckt“, hier durch das h1:
Schubert, „Des Baches Wiegenlied“ Takt 1–4
Der manchmal anzutreffende Terminus „Deckton“ für diese Satztechnik ist allerdings modern und sollte nicht zu einer Interpretation als Symbol für das „Zudecken“ des Müllergesellen durch den Bach verführen (4. Strophe: „… daß ich die Augen ihm halte bedeckt“). „Decktöne“ gehören zu den gewöhnlichen Mitteln von Schuberts Klaviersatz (vgl. Nr. 17 ab Takt 41; aber auch z. B. das Divertissement à la Hongroise D 818, 1. Satz Takt 11 ff.; Gute Nacht D 911/1 aus der Winterreise).
Der für das Stück typische Rhythmus aus zwei auftaktigen Achteln mit folgendem Viertel ist – allerdings umgekehrt als Viertel und zwei Achtel – unter der Bezeichnung „Wanderrhythmus“ bekannt geworden. Er ist benannt nach der Klavierstimme des Liedes Der Wanderer (1816, D 489):
Schubert, „Der Wanderer“ D 493 Takt 23–26
Walther Dürr hat diesen Rhythmus als eine „persönliche Figur“ Schuberts bezeichnet, die dieser allerdings „zumindest nicht nachweisbar absichtsvoll“ eingesetzt habe:

„[Die Liedstrophe] stellt den „Wanderer“ dar, der hier langsam, bedächtig dahinschreitet, der aber auch (das lehrt uns dann die Klavierfantasie) zu eilen, ja gar sich zu überstürzen vermag.“

Die „Klavierfantasie“ ist die sogenannte Wandererfantasie für Klavier (1822, D 760), die diesen Namen allerdings nicht von Schubert und nur für das Zitat ebendieser Strophe des Liedes Der Wanderer in ihrem 2. Satz erhalten hat. Dürr stellt zwei typische Formen dieses Rhythmus fest, nämlich  und  und überträgt ihre „Wander“-Bedeutung auf den Tod („eine endgültige Form der Grenzüberschreitung“) in Der Tod und das Mädchen (D 531), von dort aus auch auf Nr. 20 aus der Schönen Müllerin:

„Auffällig ist nun, daß Schubert eine der beiden Gestalten dieser Figur bei entsprechenden Texten oft (nicht immer: er setzt sie eben nicht „absichtsvoll“ ein) auch tatsächlich verwendet […] – so etwa in Des Baches Wiegenlied […], in Das Wirtshaus aus der Winterreise (D 911 […]) oder in dem achtstimmigen Gesang der Geister über den Wassern (D 714 […])“

Freilich gibt es für diese Interpretation keinerlei direkte Zeugnisse; ihre Relevanz wird sich erst durch großflächige Untersuchungen feststellen lassen oder aber durch die Erklärung, warum sich Schubert in gleichgearteten Fällen unterschiedlich verhalten hat. Einerseits hat er, wie auch von Dürr angedeutet, Texte über das Wandern (Nr. 1 aus der Schönen Müllerin) oder den Tod (Des Mädchens Klage. D 191) ohne den „Wander“-Rhythmus vertont, andererseits setzt er die Figur vor allem in ihrer schnellen Form häufig ohne nachweisbaren Bezug zu „Wandern“ oder „Tod ein“: Lachen und Weinen D 777, Moment musical D 780/5, 2. Sinfonie (4. Satz); in der langsamen Form: Streichquartett a-moll („Rosamunde“) D 804 (2. Satz), Impromptu D 935/3, die erwähnte Stelle aus dem Divertissement à la Hongroise usw.

## Rezeption
Sergej Rachmaninoff bearbeitete 1925 das Lied Nr. 2 Wohin? für Klavier solo.
Der Komponist Reiner Bredemeyer komponierte 1976 das Monodram Die schöne Müllerin. Arrangements für Gesang und Gitarre wurden von Konrad Ragossnig mit Peter Schreier und Dieter Kreidler mit Günter Lesche dargebracht.
1983 veröffentlichte Claus Spahn ein Filmporträt unter dem Namen D 795 oder Die schöne Müllerin. Otto Erich Deutsch – Ein Leben für die Musik. (ARD, 60 min.).
2024 produzierte der SR den Film Die schöne Müllerin und die unerfüllte Liebe, Regie Nanna Schmidt, über Julian Prégardien und seine Auseinandersetzung mit  Schuberts Liederzyklus.

## Notenausgaben
- Benedict Randhartinger: Die schöne Müllerin, ein Cyclus von Liedern. Gedichte von W. Müller für eine Singstimme mit Begleitung des Pianoforte in Musik gesetzt und Herrn Carl Freiherrn von Schönstein gewidmet von Franz Schubert. Op. 25. Neue, einzig rechtmäßige Ausgabe. Nach der ersten Auflage von Herrn Hofcapellmeister J. B. Randhartinger revidirt. Wien 1864 (Digitalisat).
- Julius Rietz: Die schöne Müllerin. Ein Cyclus von Liedern. Gedichte von Wilhelm Müller. Für eine Singstimme mit Begleitung des Pianoforte in Musik gesetzt und Herrn Carl Freiherrn von Schönstein gewidmet von Franz Schubert. Op. 25. Neue Ausgabe. Revidirt von Julius Rietz. Senff, Leipzig [ca. 1867] (Digitalisat).
- Carl Reinecke: Franz Schubert, Lieder-Cyclus, Die schöne Müllerin, op. 25, für das Pianoforte / übertragen von Carl Reinecke. Wien (Digitalisat).
- Julius Stockhausen: Die schöne Müllerin. Ein Cyclus von Liedern, gedichtet von Wilhelm Müller, mit Begleitung des Pianoforte von Franz Schubert. Op. 25 für Bariton oder Alt wie selbe von Herrn Julius Stockhausen gesungen werden. Einzig rechtmässige Ausgabe. Wien (Digitalisat).